# Scaunul Sibiului

„Scaunul Sibiului” în Harta Iosefină a Transilvaniei, 1769-73

Scaunul Sibiului, în germană Hauptstuhl Hermannstadt, Hermannstädter Hauptstuhl sau Hermannstädter Stuhl), a fost cea mai importantă unitate administrativă a comunității sașilor transilvăneni, înființată în secolul al XII-lea cu sediul la Sibiu (germană Hermannstadt).

## Începuturile colonizării
După opinia lui Friedrich Teutsch, colonizarea așezărilor din capitulul Sibiului a început cu localitățile Sibiu, Șura Mare, Slimnic și Vurpăr, împreună cu hotarul denumit „Braniș” folosit în „devălmășie” (împreună). Ca urmare, s-au format localitățile surori: Hamba, Roșia, Noul și Daia. De asemenea, același autor consideră că localitățile: Gușterița („Villa Humperti”), Turnișor („Villa Epponis”) și Șelimbăr au purtat numele greavilor lor. Teutsch afirmă că satele: Avrig, Bradu, Cașolț, Cisnădie, Cisnădioara, Cristian și Tălmaciu s-au format mai târziu.

Harta Iosefină a Scaunului filial al Tălmaciului, 1769-73

Pe de altă parte, Karl Kurt Klein semnalează faptul că în timpul lui Geza II s-au colonizat în capitulul Sibiului localitățile Cristian („Insula Christiana”) și Cisnădie-Heltau (nume ce ar proveni de la „Heldwin”), acestea făcând parte din primele colonizări, numele lor trăgându-se de la greavii lor.
În anul 1453, sașilor din Șapte Scaune li s-a atribuit teritoriul cetăților de graniță (Grenzburgengebiet), pe care l-au administrat până în anul 1867, sub denumirea de "Scaunul filial al Tălmaciului (Talmescher Filialstuhl sau Filialstuhl Talmesch).

## Stema
Stema Scaunului Sibiului și stema Sibiului au fost identice, incluzând două spade încrucișate, cu mânerele în partea superioară. Ele reprezintă Jus Gladii Minus (Minor) + Jus Gladii Majus (Maior), dreptul de a pronunța pedeapsa cu moartea. Potrivit heraldicii, fondul roșu al scutului, împreună cu cele două spade, reprezintă acest drept.

## Domenii aparținătoare

„Scaunul Sibiului” în secolul al XV-lea

Scaunul Sibiului avea în administrarea sa următoarele localități, grupate după cum urmează:
- Localitățile componente principale, care erau următoarele:
  - Amnaș, în germană Hamlesch, în maghiară Omlás.
  - Avrig, în germană Freck, Fryk, în maghiară Felek.
  - Bradu, în germană Girelsau/Gerhardsau, în maghiară Fenyőfalva.
  - Bungard, în germană Baumgarten, în maghiară Bongárd.
  - Cașolț, în germană Kastenholz, în maghiară Hermany.
  - Cisnădie, în germană Heltau/Helten, în maghiară Nagydisznod.
  - Cristian, Sibiu, în germană Großau, în maghiară Kerészténysziget.
  - Daia, Sibiu, în germană Thalheim/Dalmen, în maghiară Dolmany.
  - Gura Râului, în germană Auendorf, în maghiară Guraró.
  - Gușterița, în germană Hammersdorf, în maghiară Szenterusebet.
  - Hamba, în germană Hahnbach/Hannebach, în maghiară Kakasfalva.
  - Mohu, în germană Moichen, în maghiară Moh.
  - Nou, în germană Neudorf, în maghiară Szászujfalu.
  - Poplaca, în germană Gunzendorf, în maghiară Popláka.
  - Rășinari, în germană Reschinar/Städtedorf, în maghiară Resinár.
  - Râu Sadului, în germană Kalibaschen, în maghiară Riuszád.
  - Roșia, în germană Rothberg, în maghiară Veresmart.
  - Rusciori, în germană Reußdörfchen/Reußdörfel, în maghiară Oraszesűr/Roszesűr.
  - Săcădate, Sibiu, în germană Sakadat/Sekedaten, în maghiară Oltszakadát.
  - Sadu, în germană Zood/Sodenbach, în maghiară Cód.
  - Sibiu, în germană Hermannstadt, în maghiară Nagyszeben.
  - Slimnic, în germană Stolzenburg, în maghiară Szelindek.
  - Șelimbăr, în germană Schellenberg, în maghiară Sellenberk.
  - Șura Mare, în germană Großscheuern, în maghiară Nagycsűr.
  - Șura Mică, în germană Kleinscheuern, în maghiară Kiscsur.
  - Turnișor, în germană Neppendorf, în maghiară Kistorony.
  - Veștem, în germană Westen, în maghiară Vesztény.
  - Vurpăr, în germană Burgberg, în maghiară Vurpód/Hühalom.
- Scaunul filial al Tălmaciului (în germană Filialstuhl Talmesch), care avea în componență următoarele localități:
  - Boița, în germană Ochsendorf, în maghiară Bojca.
  - Racovița, în germană Rakovita, în maghiară Oltrakovica.
  - Sebeșu de Jos, în germană Unterschebesch/Unterschewisch, în maghiară Oltalsósebes.
  - Sebeșu de Sus, în germană Oberschebesch/Oberschewisch, în maghiară Oltfelsősebes.
  - Tălmaciu, în germană Talmesch, în maghiară Nagytalmács.
  - Tălmăcel, în germană Kleintalmesch, în maghiară Kistalmács.
  - Turnu Roșu/Porcești, în germană Schweinsdorf/Porkendorf, în maghiară Vöröstorony/Porcsesd.

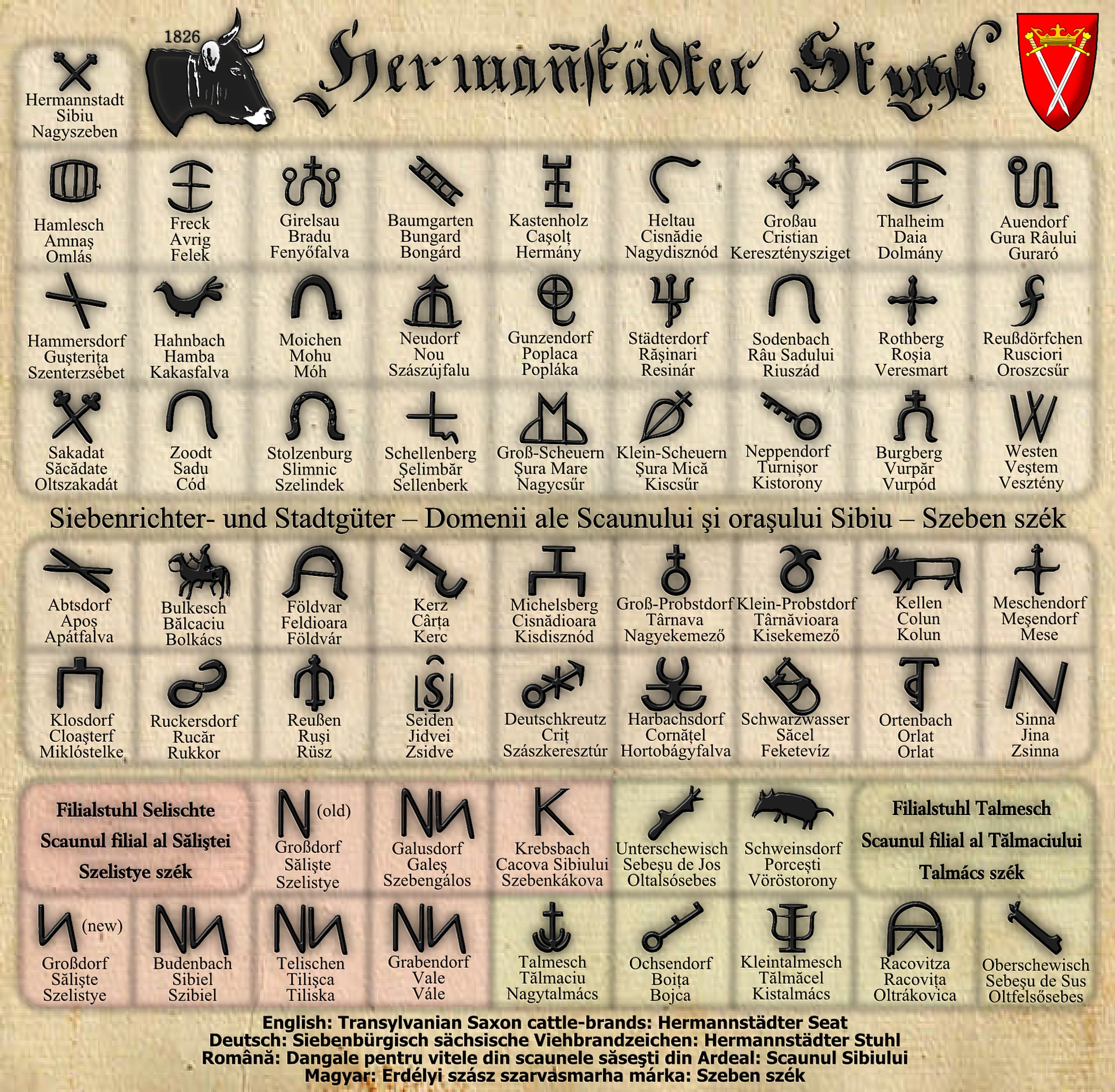
Dangale pentru vite, 1826

- Scaunul filial al Săliștei (în germană Filialstuhl Selischte) care avea în următoarele localități:
  - Cacova Sibiului, germană Krebsbach, maghiară Szebenkákova.
  - Galeș, germană Galusdorf/Galisch, maghiară Szebengálos/Galis.
  - Săliște, germană Selischte/Großdrof, maghiară Szelistye.
  - Sibiel, germană Budenbach, maghiară Szibiel.
  - Tilișca, germană Tilischka/Telischen, maghiară Tilischka/Tiliska.
  - Vale, germană Grabendorf, maghiară Vále.
- Alte domenii aparținătoare:
  - Apoș, în germană Abtsdorf/Apesdorf, în maghiară Szászapátfalva.
  - Bălcaciu, în germană Bulkesch, în maghiară Bolkacs
  - Cârța, în germană Kerz, în maghiară Kerc.
  - Cisnădioara, în germană Michelsberg, în maghiară Kisdisznod.
  - Cloașterf, în germană Klosdorf, în maghiară Miklostelke.
  - Colun, Sibiu, în germană Kellen/Köln, în maghiară Kolun.
  - Cornățel, în germană Härwesdorf/Harbachdorf, în maghiară Hortobágyfalva.
  - Criț, în germană Deutsch-Kreuz, în maghiară Szászkeresztúr.
  - Feldioara, în maghiară Földvar.
  - Jidvei, în germană Seiden, în maghiară Zsidve.
  - Meșendorf, în germană Meschendorf, în maghiară Mese.
  - Orlat, în germană Orlat/Ortenbach/Winsberg, în maghiară Orlát.
  - Rucăr, în germană Ruckersdorf, în maghiară Rukkor.
  - Ruși, în germană Reußen, în maghiară Rüsz.
  - Săcel/Cernovoda, în germană Schwarzwasser, în maghiară Szecsel/Feketeviz.
  - Târnava/Proștea Mare, în germană Großprobstdorf, în maghiară Nagyekemező.
  - Târnăvioara/Proștea Mică, în germană Kleinprobstdorf, în maghiară Kisekemező.